# سفين ماير (متزلج فني)
سفين ماير (بالألمانية: Sven Meyer)‏ هو متزلج فني ألماني، ولد في 15 يوليو 1977 في برلين في ألمانيا، وتوفي بنفس المكان في 6 مايو 1999.